# آرباتان، شرور
آرباتان (به لاتین: Arbatan) یک منطقه مسکونی در جمهوری آذربایجان است که در شهرستان شرور واقع شده است. آرباتان ۷۳۱ نفر جمعیت دارد.